# Saint-Alpinien
Saint-Alpinien ist eine Gemeinde im Zentralmassiv in Frankreich. Sie gehört zur Region Nouvelle-Aquitaine, zum Département Creuse, zum Arrondissement Aubusson und zum Kanton Aubusson.

## Geografie
Das Siedlungsgebiet besteht neben dem Hauptteil auch aus den Dörfern Le Meysounioux, Le Crouzat, Talafeix, Puyboube, La Chaumette, Le Bacaud, Le Mazelon, Chez Ruchon, Le Poirier, La Noneix, Chez Sandillon, Saint Rapt, Montignat, Planet, Le Grimaudeix, Le Montepioux, La Combe, Epsat, Le Martineix, La Lunaud, La Vedrenne und La Croix de la Vedrenne. Im Ortsteil Les Étangs kreuzen sich die Départementsstraßen D40 und D988. Südwestlich der Kreuzung liegt der größte der Seen in der Gemeindegemarkung, der Étang de Chevillat. Das Dorf Montignat liegt in der nordöstlich gelegenen Exklave. Die angrenzenden Gemeinden sind La Chaussade im Norden und im Nordosten, Saint-Silvain-Bellegarde im Osten, Néoux im Südosten, Saint-Pardoux-le-Neuf im Süden, Aubusson im Südwesten und Saint-Amand im Westen. Die Exklave ist von La Chaussade, Bellegarde-en-Marche und Saint-Silvain-Bellegarde umgeben.

## Bevölkerungsentwicklung
| Jahr      | 1962 | 1968 | 1975 | 1982 | 1990 | 1999 | 2006 | 2012 |
| --------- | ---- | ---- | ---- | ---- | ---- | ---- | ---- | ---- |
| Einwohner | 377  | 344  | 316  | 318  | 350  | 320  | 291  | 307  |

## Sehenswürdigkeiten
- Kirche Saint-Alpinien, erbaut im 12. Jahrhundert

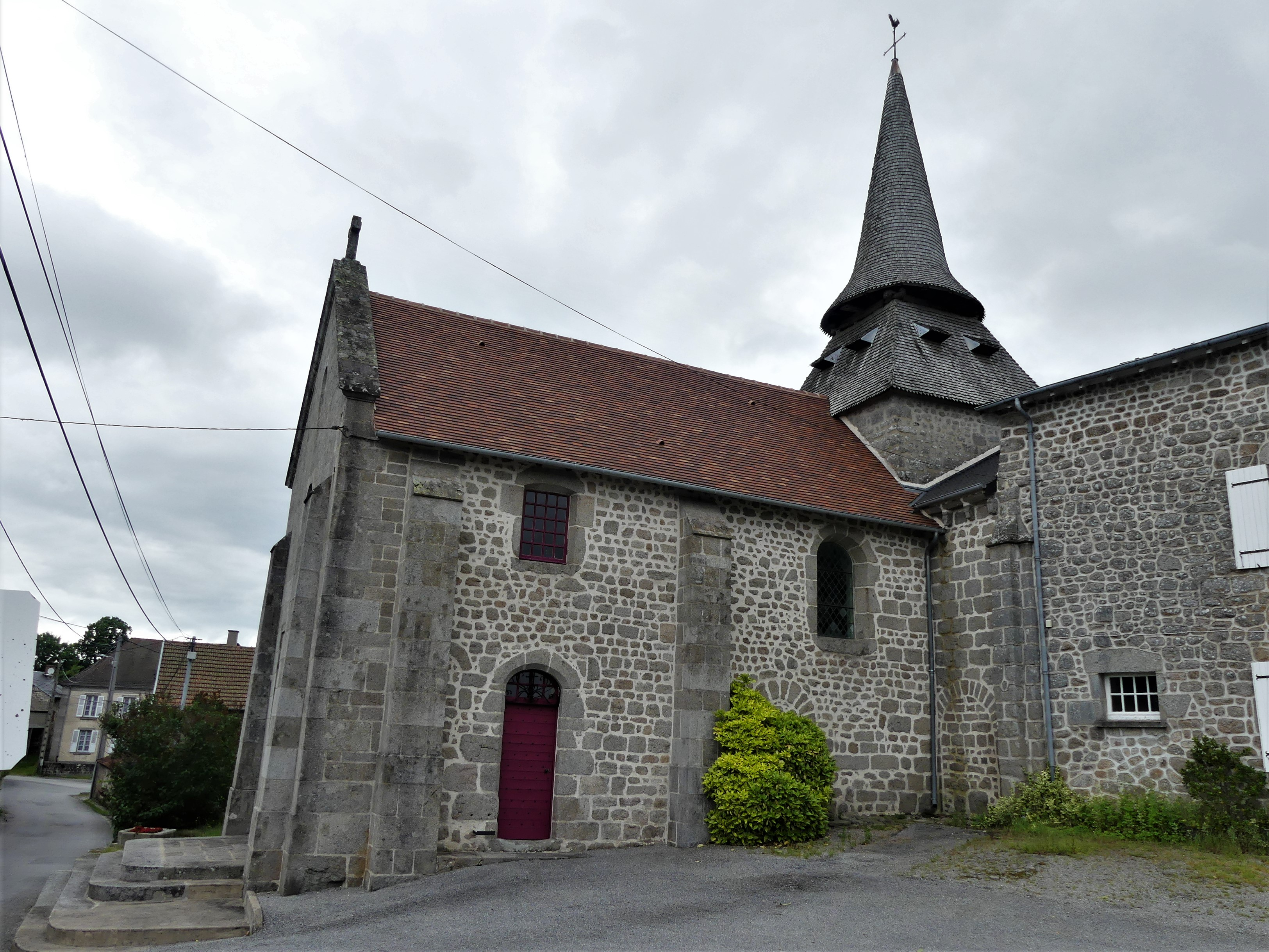
Kirche Saint-Alpinien